# Галинська Ірина Львівна
Іри́на Льві́вна Гали́нська (уроджена Шмарук; 3 травня 1928, Київ — 29 січня 2017, Москва) — радянський і російський філолог, доктор філологічних наук, керівник Відділу культурології Центру гуманітарних науково-інформаційних досліджень ІНІСН РАН, головний редактор видання «Культурологія. Дайджест» (з 1996), член редколегії видання РДБ «Культура. Культурологія».

## Біографія
Народилася 3 травня 1928 року в Києві. З відзнакою закінчила відділення романо-германської філології філологічного факультету Київського державного університету (КДУ).
- 1972 — кандидатська дисертація на тему «Дев'ять оповідань» і повісті про сім'ю Гласс Дж. Д. Селінджера.
- 1986 — докторська дисертація на тему «Художньо-філософські основи і сугестивність літературного твору».

## Наукова діяльність
Довгі роки займалася аналізом романів зарубіжних і російських письменників XX століття, а також перекладами російською багатьох іноземних творів, наприклад, «Над прірвою в житі» Селінджера і продовження роману «Увечері в житі. 60 років по тому» (2009, автор Фредрік Колтінг, псевдонім Дж. Д. Каліфорнія). Крім того, вивчала питання прихованого символізму у прозі Селінджера, Булгакова і кількох інших письменників.

## Родина
З 1953 року і до кінця життя була дружиною Аркадія Галинського, відомого радянського і російського спортивного журналіста, коментатора, телеведучого і аналітика спорту.
- Дочка Олена (нар. 1958) — лінгвіст, професор МДУ ім. М. В. Ломоносова[5].

- Онук Олександр Піперскі — лінгвіст і популяризатор науки, лауреат премії «Просвітитель» 2017 року.

## Вибрані публікації
- «Философские и эстетические основы поэтики Дж. Д. Сэлинджера» (1972),
- «Загадки известных книг» (1986),
- «Эстетические воззрения П. А. Флоренского» (1991),
- «Льюис Кэрролл и загадки его текстов» (1995),
- "Ключи к роману Маргарет Митчелл «Унесенные ветром» (1997),
- «Наследие Михаила Булгакова в современных толкованиях» (2003),
- «Владимир Набоков: современные прочтения» (2005),
- «Документальная проза Нормана Мейлера и магический мир романов Джоан Роулинг» (2013),
- «Дж. С. Сэлинджер и М. Булгаков в современных толкованиях» (2015).